# 1749 na literatura

## Nascimentos
| Data          | Nome                       | Profissão                  | Nacionalidade | Observações | Ref |
| ------------- | -------------------------- | -------------------------- | ------------- | ----------- | --- |
| 13 de Janeiro | Friedrich Müller           | pintor, poeta e dramaturgo | Alemanha      | m. 1825     |     |
| 28 de Agosto  | Johann Wolfgang von Goethe | escritor                   | Alemanha      | m. 1832     |     |

## Mortes
| Data         | Nome                  | Profissão       | Nacionalidade | Observações | Ref |
| ------------ | --------------------- | --------------- | ------------- | ----------- | --- |
| 19 de Junho  | Ambrose Philips       | poeta           | Inglaterra    | n. 1675     |     |
| 13 de Agosto | Johann Elias Schlegel | poeta e crítico | Alemanha      | n. 1719     |     |